# Ypsilon Orionis
υ Orionis (Ypsilon Orionis, kurz υ Ori) ist ein Stern der Spektralklasse B0V mit einer scheinbaren Helligkeit von 4,6 mag. Nach im Dezember 2020 veröffentlichten Messungen der Raumsonde Gaia ist er etwa 1300 Lichtjahre von der Erde entfernt.
Der Stern trägt den historischen Eigennamen Thabit (arabisch ﺛﺎﺑﺖ, DMG ṯābit ‚der Unerschütterliche‘).